# Ioan al III-lea de Gaeta
Ioan al III-lea (d. 1008 sau 1009) a fost consul și duce de Gaeta începând de undeva între octombrie 984 și ianuarie 986 până la moarte.
Ioan a fost fiul cel mai mare al ducelui Marin al II-lea de Gaeta, care la rândul lui a succedat fratelui său Grigore de Gaeta în 978 și care imediat l-a numit pe Ioan în poziția de co-duce pentru a-și asigura astfel moștenirea, dat fiind că precedentul moștenirii pe linie fraternă fusese instituit de către fiii lui Docibilis al II-lea. Domnia propriu-zisă a lui Ioan al III-lea a început de la moartea tatălui său, iar în 991 el l-a numit co-guernator pe fiul său, viitorul Ioan al IV-lea.
Teritoriul ducatului a fost împărțit între mulții săi frați. Astfel, fratele lui Ioan, Leon a moștenit ducatul de Fondi în 992. Un alt frate, Marin a fost asociat ca dux în Fondi 999. De asemenea, în 992, frații lui Ioan, Grigore și Daufer figurează drept conți în Castro d'Argento, respectiv Traetto. În fine, în 997, un alt frate, Bernard a devenit episcop de Gaeta. Ioan a fost capabil să mențină o stare de pace între toți aceștia, ca și cu alte rude, de-a lungul întregii sale domnii.
În ianuarie 998, el s-a oprit la mănăstirea Sfântului Nilus cel Tânăr. În 999, împăratul Otto al III-lea a confirmat independența diferitelor apanaje ale Gaetei (Fondi, Traetto etc.). În pofida marii fragmentări și reducerii ariei de control a puterii de la Gaeta, frații lui Ioan i-au rămas fideli acestuia și chiar l-au tratat ca pe primul între egali. În 15 octombrie, împăratul Otto a acordat castelul de la Pontecorvo ca semn de recunoaștere a loialității sale (prin aceasta, se pare că Ioan devenise vasal al Imperiului) și cu condiția participării sale la campaniile imperiale împotriva Neapolelui și Capuei.
Ioan apare pentru ultima oară într-o mențiune documentară în august 1008 și se presupune că ar fi murit la puțină vreme după aceea. El a fost succedat de fiul său cu același nume, Ioan al IV-lea. Soția lui Ioan al III-lea, Emilia, va deveni mai târziu regentă pentru nepotul lor, Ioan al V-lea.